# Lianxing
Lianxing (kinesiska: 联兴, 联兴满族乡) är en socken i Kina. Den ligger i provinsen Heilongjiang, i den nordöstra delen av landet, omkring 44 kilometer söder om provinshuvudstaden Harbin. Antalet invånare är 19 531. Befolkningen består av 9 559 kvinnor och 9 972 män. Barn under 15 år utgör 12,0 %, vuxna 15-64 år 79 %, och äldre över 65 år 7,0 %.
Genomsnittlig årsnederbörd är 794 millimeter. Den regnigaste månaden är juli, med i genomsnitt 166 mm nederbörd, och den torraste är januari, med 6 mm nederbörd.